# 高田信良
高田 信良（たかだ しんりょう、1947年 - ）は、滋賀県守山市出身の宗教哲学者。同市の真宗木辺派西蓮寺の長男として生まれる。龍谷大学名誉教授。博士（文学）。

## 来歴
- 1970年 京都大学文学部哲学科宗教学専攻
- 1975年 京都大学大学院文学研究科宗教学
- 1975-77年 スイス政府奨学生（バーゼル大学 宗教哲学）
- 1981年 龍谷大学講師（宗教学）
- 1984年 龍谷大学経営学部講師（宗教学）
- 1988-89年 在外研究（ミュンヘン大学神学部）
- 1994年 龍谷大学経営学部教授（宗教学）
- 2005年 「宗教の教学 親鸞のまねび」で博士（文学）（龍谷大学） [2]
- 2006年 龍谷大学文学部教授（宗教学）
- 2016年 龍谷大学定年退職、名誉教授

## 単著
- 『見える真宗・見えない真宗 宗教研究・キリスト教に学んで』永田文昌堂, 1993.9
- 『宗教の教学：親鸞のまねび』法藏館、2004年
- 『宗教の祈り 親鸞の願い』法藏館、2006年
- 『宗教としての仏教』法蔵館、2016年
- 『宗教に学んで』自照社出版、2016年

## 共編著
- 『宗教学の現在』武邦保,宮庄哲夫共著 三和書房 1998.5
- 『宗教における死生観と超越』編、方丈堂出版、2013年

### 訳書
- G.ランツコフスキー『宗教現象学入門』佐々木倫生共訳)海青社 1983年
- G.ホルムステン『ルソー』加茂直樹共訳 (ロロロ伝記叢書) 理想社, 1985.2

## 所属学会
- 日本宗教学会
- 宗教哲学会
- 宗教倫理学会
- 日本仏教学会
- 真宗連合学会
- 日本基督教学会

## 委員歴
- 日本宗教学会 常務理事
- 宗教哲学会 理事
- 宗教倫理学会 評議員

## 関連人物
- 武内義範 - 師にあたる。京都大学教授